# سوگا نو ایروکا
سوگا نو ایروکا (به ژاپنی: 蘇我 入鹿 Soga no Iruka); نامشخص – ۱۰ ژوئیهٔ ۰۶۴۵) سیاستمدار در دوره آسوکا اهل ژاپن بود.
او در دربار در کودتایی با مشارکت ناکاتومی نو کاماتاری و شاهزاده ناکا-نو-اوئه (نگاه کنید به: حادثه ایشی)، که او را به تلاش برای قتل شاهزاده یاماشیرو متهم کرده بودند، ترور شد، اتهامی که سوگا نو ایروکا آن را رد کرد. سوگا نو امیشی نیز اندکی پس از مرگ پسرش خودکشی کرد و شاخه اصلی خاندان سوگا منقرض شد. شاهزاده ناکا-نو-اوئه بعداً به عنوان امپراتور تنجی بر تخت سلطنت نشست و ناکاتومی نو کاماتاری ارتقا یافت و نام فوجیوارا نو کاماتاری به او داده شد.
در سال ۲۰۰۵، بقایای ساختمانی که احتمالاً محل اقامت سوگا نو ایروکا بوده است در نارا کشف شد. این کشف با توصیفات موجود در نیهون شوکی مطابقت داشت.
این نقش توسط جونگ جین گاک در سریال تلویزیونی رویای فرمانروای بزرگ که از شبکه KBS1 در سال‌های ۲۰۱۲-۲۰۱۳ پخش شد، به تصویر کشیده شده است.